# The Way I Feel
Albums de Gordon Lightfoot
Lightfoot!
(1966) Did She Mention My Name?
(1968)
The Way I Feel est le second album studio du chanteur folk Gordon Lightfoot. Il a été enregistré en 1966 et sorti en avril 1967 sous le label United Artists.

## Liste des titres
Toutes les chansons ont été composées par Gordon Lightfoot.
| No  | Titre                     | Durée |
| --- | ------------------------- | ----- |
| 1.  | Walls                     | 2:53  |
| 2.  | If You Got It             | 2:31  |
| 3.  | Softly                    | 3:26  |
| 4.  | Crossroads                | 2:58  |
| 5.  | A Minor Ballad            | 3:15  |
| 6.  | Go-Go Round               | 2:40  |
| 7.  | Rosanna                   | 2:42  |
| 8.  | Home From the Forest      | 3:04  |
| 9.  | I'll Be Alright           | 2:27  |
| 10. | Song for a Winter's Night | 3:01  |
| 11. | Canadian Railroad Trilogy | 6:22  |
| 12. | The Way I Feel            | 3:02  |

## Personnel
- Gordon Lightfoot - Guitare, Piano, Chant
- Red Shea - Guitare solo
- John Stockfish - Basse
- Kenneth A. Buttrey - Batterie
- Charlie McCoy - Guitare, Harmonica, Célesta, Cloches